# Time & Motion
Time & Motion is een studioalbum van Radio Massacre International (RMI) uit 2009. Het album is opgenomen gedurende de termijn januari tot en met juni 2009 in hun eigen studio. RMI begon hun muzikale loopbaan (als RMI) als volgers van de Berlijnse School voor elektronische muziek; inspiratiebronnen waren onder meer de albums Rubycon en Phaedra. De leverancier van die albums Tangerine Dream liet dat eerdergenoemde genre langzaam los om de klank en daarmee te muziek te moderniseren; ze gebruikten steeds meer (elektronische) percussie in hun werk. RMI lijkt met dit album de andere kant op te gaan; van Berlijnse School naar meer experimentele muziek, muziek zonder vast ritme. Dat geldt zeker voor de twee lange tracks van compact disc 2, die lijken stil te staan. Gedachten gaan dan uit naar het album Zeit van Tangerine Dream.
Volgens het platenlabel Cuneiform Records kan het album gezien worden als een 4LP; de muziek is grofweg verdeeld in 4 x 40 minuten (ongeveer de standaard per elpee). De muziek is grotendeels geïmproviseerd, de muziekstem van Archer is later via dubbing toegevoegd.

## Musici
- Duncan Goddard – elektronica, basgitaar
- Steve Dinsdale – elektronica, percussie
- Gary Houghton – gitaar, elektronica
- gast: Martin Archer – blaasinstrumenten en elektronica

## Tracklist
| Nr. | Titel                     | Duur  |
| --- | ------------------------- | ----- |
| 1.  | Kairos                    | 17:10 |
| 2.  | The clockwork time dragon | 13:29 |
| 3.  | Aeon                      | 10:37 |
| 4.  | Chronos                   | 12:21 |
| 5.  | Equatorial pitch          | 9:09  |
| 6.  | Fission ships part 1      | 15:42 |

| Nr. | Titel                            | Duur  |
| --- | -------------------------------- | ----- |
| 1.  | Maybe a last look at Joe’s house | 14:42 |
| 2.  | Fission ships part 2             | 24:17 |
| 3.  | Nine:four:one                    | 21:17 |
| 4.  | 30 years (slight return)         | 18:17 |